# Ivan Blatný
Ivan Blatný (Brno, Tsjechoslowakije, 21 december 1919 - Colchester, Verenigd Koninkrijk, 5 augustus 1990) was een Tsjechische dichter en lid van Skupina 42 (groep 42) en Esperantist.

## Leven

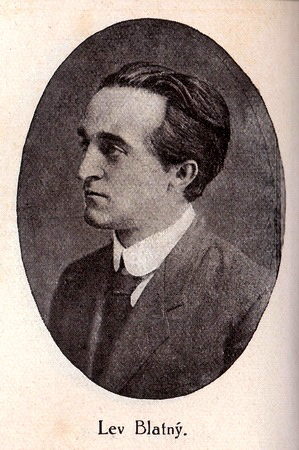
Lev Blatný (1923) (foto: F.S. Frabša)

Ivan Blatný was de zoon van schrijver Lev Blatný. Zijn vader stierf in 1930 en zijn moeder in 1933. Vanaf zijn veertiende werd Ivan door zijn grootmoeder en zijn oom opgevoed. Schrijver Vítězslav Nezval (1900-1958) werd zijn literaire mentor.
Blatný bezocht het gymnasium in Brno en ging daarna Tschechisch, Duits en Esperanto studeren aan de filosofische faculteit van de Masaryk-Universiteit aldaar. Na het behalen van zijn bul runde hij het optiek-bedrijf dat hij van zijn grootvader had geërfd. Tegelijkertijd begon hij artikelen te schrijven voor tijdschriften. Blatný publiceerde tussen 1940 en 1947 vier dichtbundels. Hij werd lid van Skupina 42 (Groep 42), een vereniging van Tsjechische moderne kunstenaars, officieel opgericht in 1942.
Na de communistische machtsovername in zijn geboorteland verliet Blatný, samen met enkele medeleden van het Tsjechisch schrijversyndicaat, in maart 1948 Tsjechoslowakije voor een studiereis naar Londen (Engeland); daar vroeg hij politiek asiel aan. In een uitzending van de BBC bekritiseerde hij de onderdrukking van de culturele vrijheid en de kunst in Tsjechoslowakije. Nadien stond hij als verrader te boek, werd zijn vermogen geconfisqueerd en ontnam de Tsjechische overheid hem zijn nationaliteit. Zijn gedichten waren vanaf dat moment verboden.
Hij maakte daarmee deel uit van een lange rij exponenten uit de Tsjechische literatuur die emigreren prefereerden boven ondergronds gaan. Het leven in ballingschap viel hem echter zwaar; datzelfde gold voor veel andere geëmigreerde Tsjechische schrijvers, zoals Ivan Diviš. Tijdens zijn leven in het Verenigd Koninkrijk werd hij daardoor verschillende malen opgenomen in psychiatrische ziekenhuizen, in totaal voor een periode van 38 jaar.
Van 1984 tot kort voor zijn dood in 1990 woonde hij in een bejaardentehuis in Clacton-on-Sea in het graafschap Essex. Een plaquette op de muur van Edensor Care Home aan Orwell Road herinnert aan zijn verblijf daar. Een urn met zijn as is bijgezet op de centrale begraafplaats in Brno.
In 2017 werd een op de plek van het oude St. Clements Hospital in Ipswich nieuw aangelegde weg Ivan Blatny Close gedoopt, ter nagedachtenis aan de dichter die hier eenmalig gewoond had.

## Werk
Aan het begin van zijn carrière gebruikte Blatný meestal conventionele, rijmende en ritmische vormen, zoals alexandrijnse-kwatrijnen, met name in de Brno-elegieën (Melancholické procházky) uit 1941. Deze Tsjechische titel zou overigens vertaald moeten worden als ‘melancholische wandelingen’, maar die titel werd door de censuur van de Duitse bezetter verboden vanwege de vermeende suggestie dat de dichter ermee zou willen aangeven de Duitse inval in Tsjechoslowakije te betreuren. De gedichten zelf verwijzen echter helemaal niet naar de toenmalige gebeurtenissen, maar concentreren zich op de stad Brno en haar achterland, in hypnotiserende lyriek.

## Secundaire literatuur
- (en) Nenik, Francis ( 2013) The Marvel of Biographical Bookkeeping . Vertaald uit het Duits door Katy Derbyshire, Readux Books 2013, Sample.
- (en) Hejda, Zbyněk, 'Passer-By: The Poetry of Ivan Blatný'. Meter 12 (herfst 2002): 171-84.
- (de) Serke, Jürgen (1985) Ivan Blatný; Flucht ins Irrenhaus. In: Jürgen Serke Das neue Exil. Die verbannten Dichter Frankfurt am Main (pp. 170–183)
- Zie ook, (en) Ivan Blatný: The Drug of Art (2007) voor essays van Josef Škvorecký, Veronika Tuckerová en Antonín Petruželka.
- (en) Recensie van The Drug of Art, door David Wheatley, Contemporary Poetry Review (oktober 2008)

## Trivia
In 1997 werd Ivan Blatný postuum de Tsjechische medaille van verdienste, eerste klasse toegekend voor zijn bijdrage aan de Tsjechische cultuur. En in 2005 verhief de Tsjechische stad Brno hem tot ereburger.

## Externe links

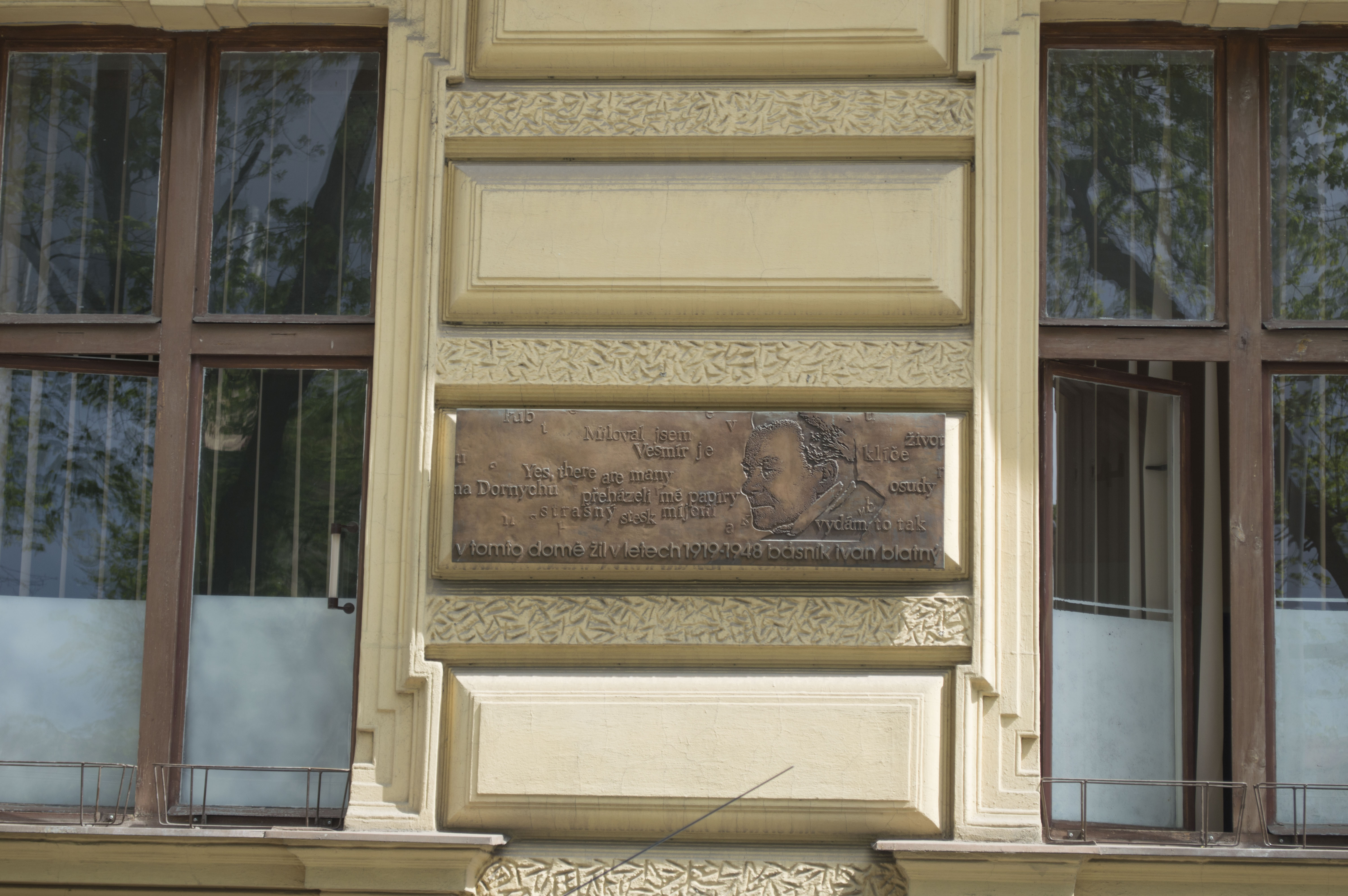
plaquette op de gevel van het geboortehuis van Ivan Blatný in Brno (foto: Dominik Matus)